# 鞠智城
鞠智城（きくちじょう/くくちのき）は、熊本県の山鹿市と菊池市にまたがる台地状の丘陵に築かれた、日本の古代山城。城跡は、2004年（平成16年）2月27日、国指定の史跡「鞠智城跡」に指定されている。

## 概要
『続日本紀』に、「大宰府をして大野（おおの）、基肄（きい）、鞠智（くくち）の三城（みつのき）を繕治せしむ」と、記載された城である。
鞠智城は、『続日本紀』に記載された文武天皇2年（698年）の城の修復記事が初見であり、築城年は不明である。しかし、発掘調査では少なくとも7世紀後半 - 10世紀中頃まで約300年、存続したことが判明している。そのため、白村江の戦いで、唐・新羅連合軍に大敗した後、大和朝廷が倭（日本）の防衛のために築いた水城・大野城・基肄城と、ほぼ同時期に築かれたと考えられている。また、八角形建物跡や銅造菩薩立像の出土などは、百済からの亡命者が関与したことが窺える。
鞠智城は、標高約90 - 171メートルの米原台地に所在する。城壁の周長は、自然地形の崖を含めて約3.5キロメートル、城の面積は約55ヘクタールである。直線距離で大宰府の南、約62キロメートルに位置し、古代山城では最も南にある城である。また、有明海に注ぐ菊池川の河口の東北東、約30キロメートルの内陸部で、流域は肥沃な平野が広がる。城の南側は、古代官道が推定されている交通路の要衝に位置する。
発掘調査では、国内の古代山城で唯一の八角形建物跡2棟（2棟×2時期）・総計72棟の建物跡・3か所の城門跡・土塁・水門・貯水池などの遺構が確認されている。また、貯水池跡では、付札木簡と百済系の銅造菩薩立像が出土している。
鞠智城の築城当初は、大宰府と連動した軍事施設で、大野城・基肄城などとともに北部九州の防衛拠点であり、兵站基地や有明海からの侵攻に対する構えなどが考えられている。そして、修復期以降は、軍事施設に加えて、食料の備蓄施設の拠点、南九州支配の拠点などの役割・機能などが考えられている。
鞠智城は、7世紀末の律令制の導入時に、役所機能のある肥後北部の拠点に改修されたと考えられている。発掘調査で大宰府と連動した施設の改修と変遷が確認された特異な城跡である。また、他の古代山城は国府の近くに所在するが、鞠智城は城自体が役所機能を有するなど、特殊な古代山城といえる。そして、8世紀後半以降は、倉庫が立ち並ぶ物資貯蔵機能に特化した施設に変化して終焉を迎えたとされている。

## 関連の歴史
『日本書紀』に記載された白村江の戦いと、防御施設の設置記事は下記の通り。
- 天智天皇2年（663年）：白村江の戦いで、倭（日本）百済復興軍は朝鮮半島で唐・新羅連合軍に大敗した。
- 天智天皇3年（664年）：対馬島・壱岐島・筑紫国などに防人と烽（とぶひ）を配備し、筑紫国に水城を築く。
- 天智天皇4年（665年）：長門国に城を築き、筑紫国に大野城と基肄城を築く。
- 天智天皇6年（667年）：大和国に高安城・讃岐国に屋嶋城・対馬国に金田城を築く。この年、中大兄皇子は大津に遷都し、翌年の正月に天智天皇となる。

## 調査・研究
遺構に関する内容は、概要に記述の通り。
- 考古学的調査は、坂本経堯の1937年（昭和12年）の踏査研究、「鞠智城址に擬せられる米原遺跡に就いて」の発表を嚆矢とする[10]。
- 発掘調査は、1967年（昭和42年）に第1次調査が行われ、2010年（平成22年）までに32次の調査が実施された。調査成果は、 『鞠智城跡 Ⅱー鞠智城跡第8～32次調査報告ー』 熊本県教育委員会 編集/発行 2012年、で報告されている[4]。
- 九州管内の城も、瀬戸内海沿岸の城も、その配置・構造から一体的・計画的に築かれたもので、七世紀後半の日本が取り組んだ一大国家事業である[8]。
- 1898年（明治31年）、高良山の列石遺構が学会に紹介され、「神籠石」の名称が定着した[注 4]。そして、その後の発掘調査で城郭遺構とされた。一方、文献に記載のある鞠智城などは、「古代山城」の名称で分類された。この二分類による論議が長く続いてきた。しかし、近年では、学史的な用語として扱われ[注 5]、全ての山城を共通の事項で検討することが定着してきた。また、日本の古代山城の築造目的は、対外的な防備の軍事機能のみで語られてきたが、地方統治の拠点的な役割も認識されるようになってきた[12]。

## その他
- 鞠智城跡は「歴史公園鞠智城・温故創生館」として整備され、八角形鼓楼・米倉・兵舎・板倉などが復元され、一般公開されている。
- 2011年、第2回 古代山城サミットが鞠智城（山鹿市・菊池市）で開催された。また、鞠智城イメージキャラクター「ころう君」ほか、「人々に愛される鞠智城」を目指して、種々の施策が展開されている[4]。
- 熊本県は、「百年の礎を築く」との大テーマを設定し、「くまもとの歴史・文化の磨き上げ、継承」を掲げる。鞠智城の調査研究・保存・活用に取り組み、2015年までに「鞠智城シンポジウム」を、東京・大阪・福岡・熊本で計8回開催する等、調査成果を活かした種々の活動を展開している[4]。

- 2017年（平成29年）4月6日、続日本100名城（189番）に選定された。

## ギャラリー

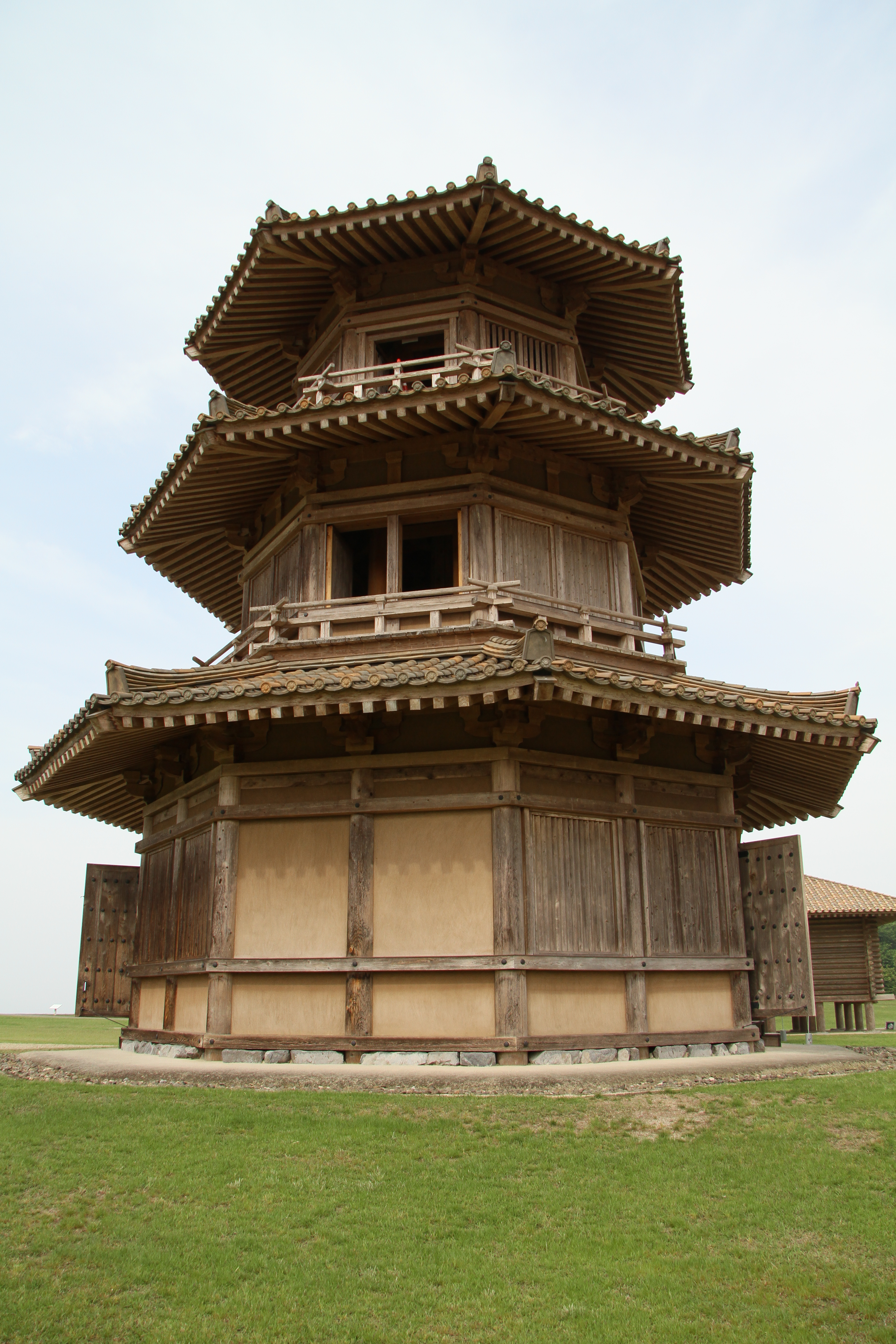
鼓楼
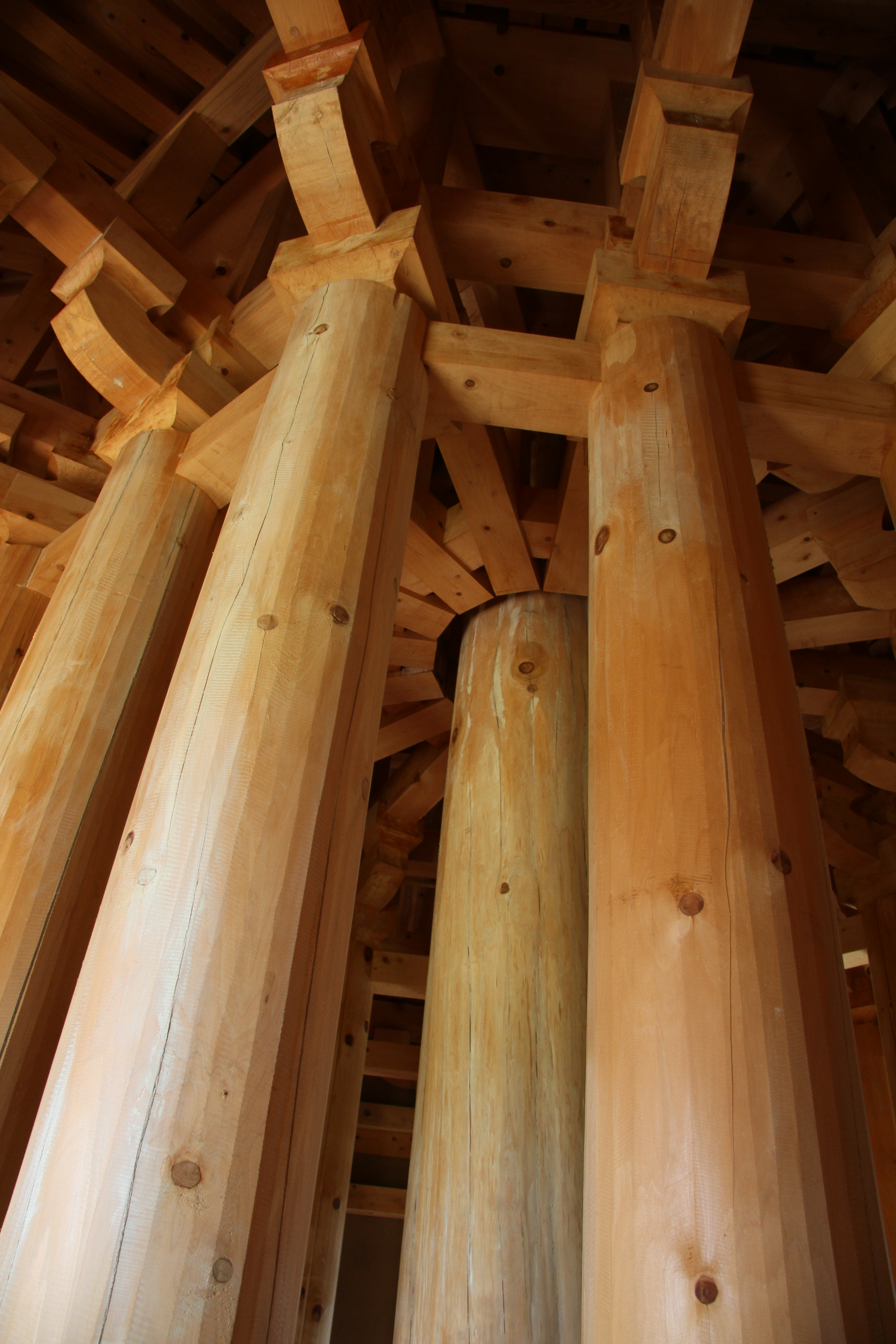
鼓楼の内部
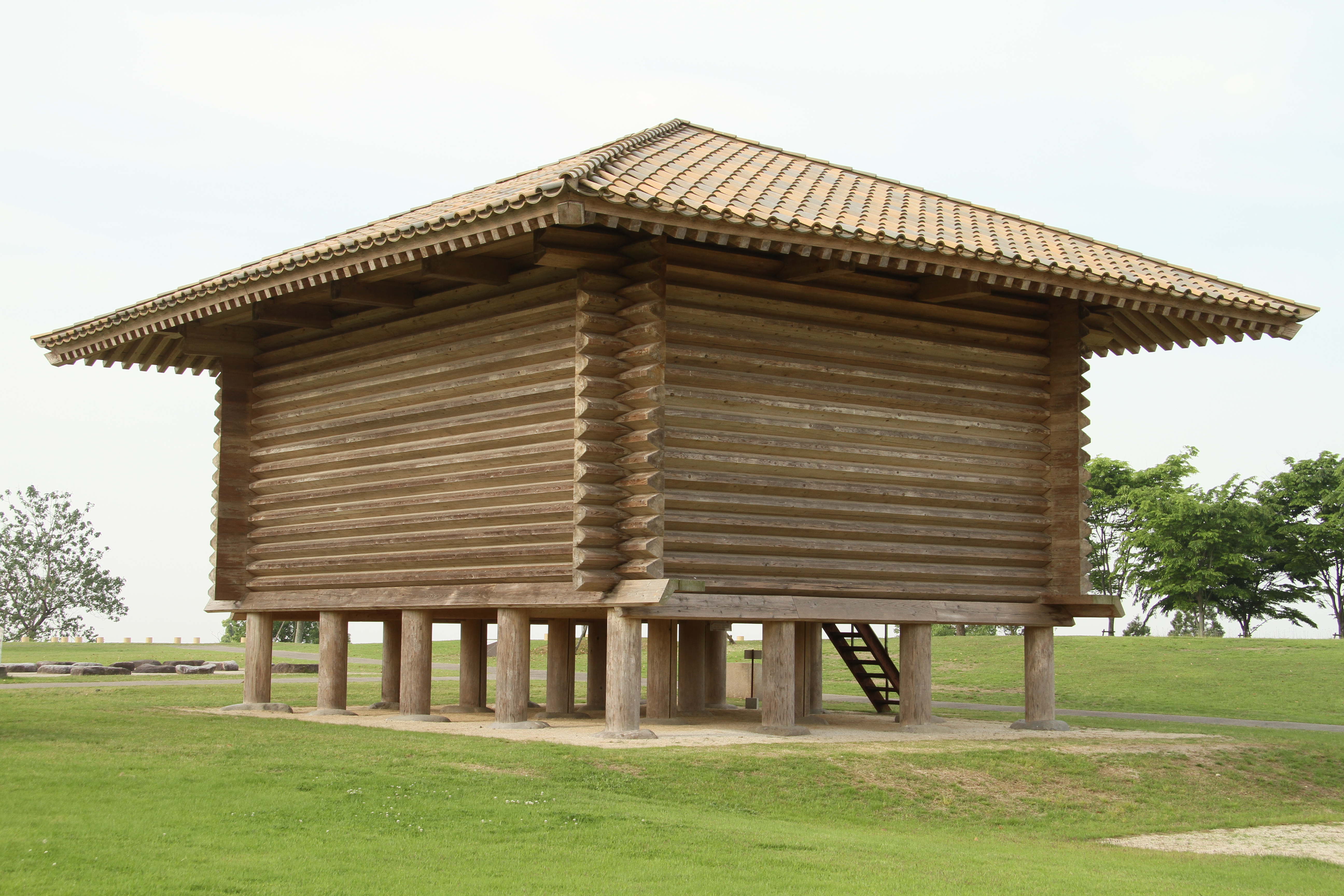
米倉
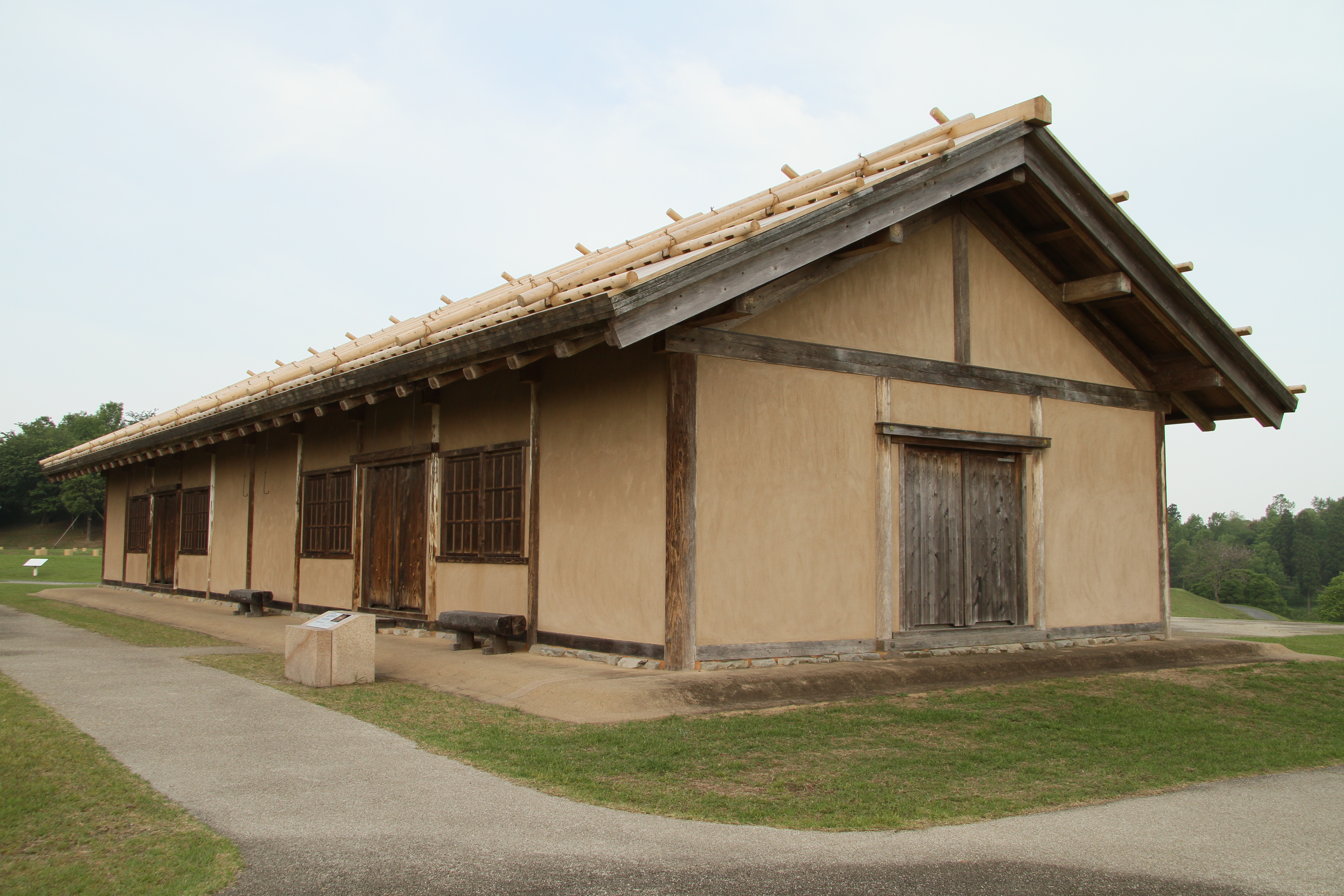
兵舎
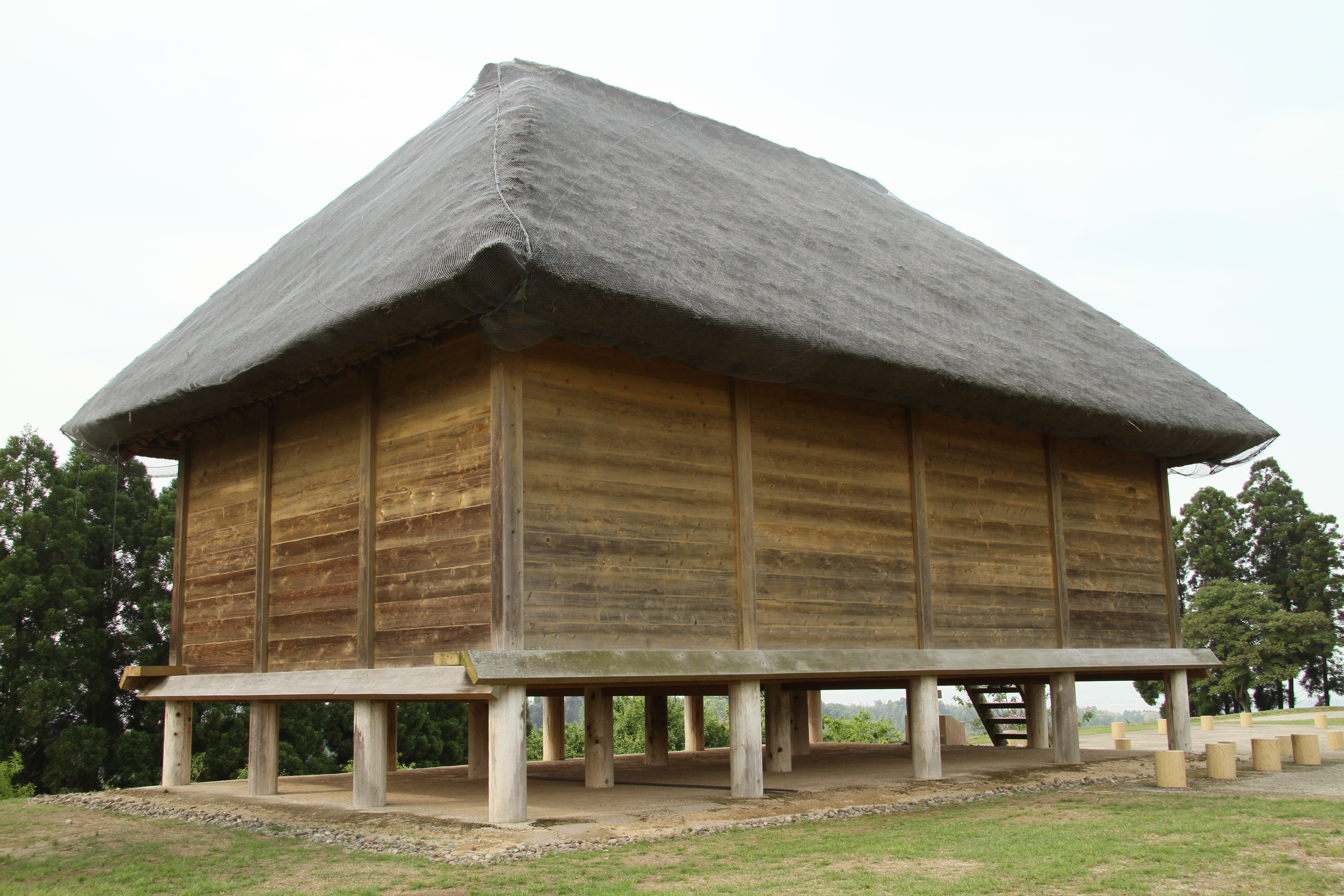
板倉
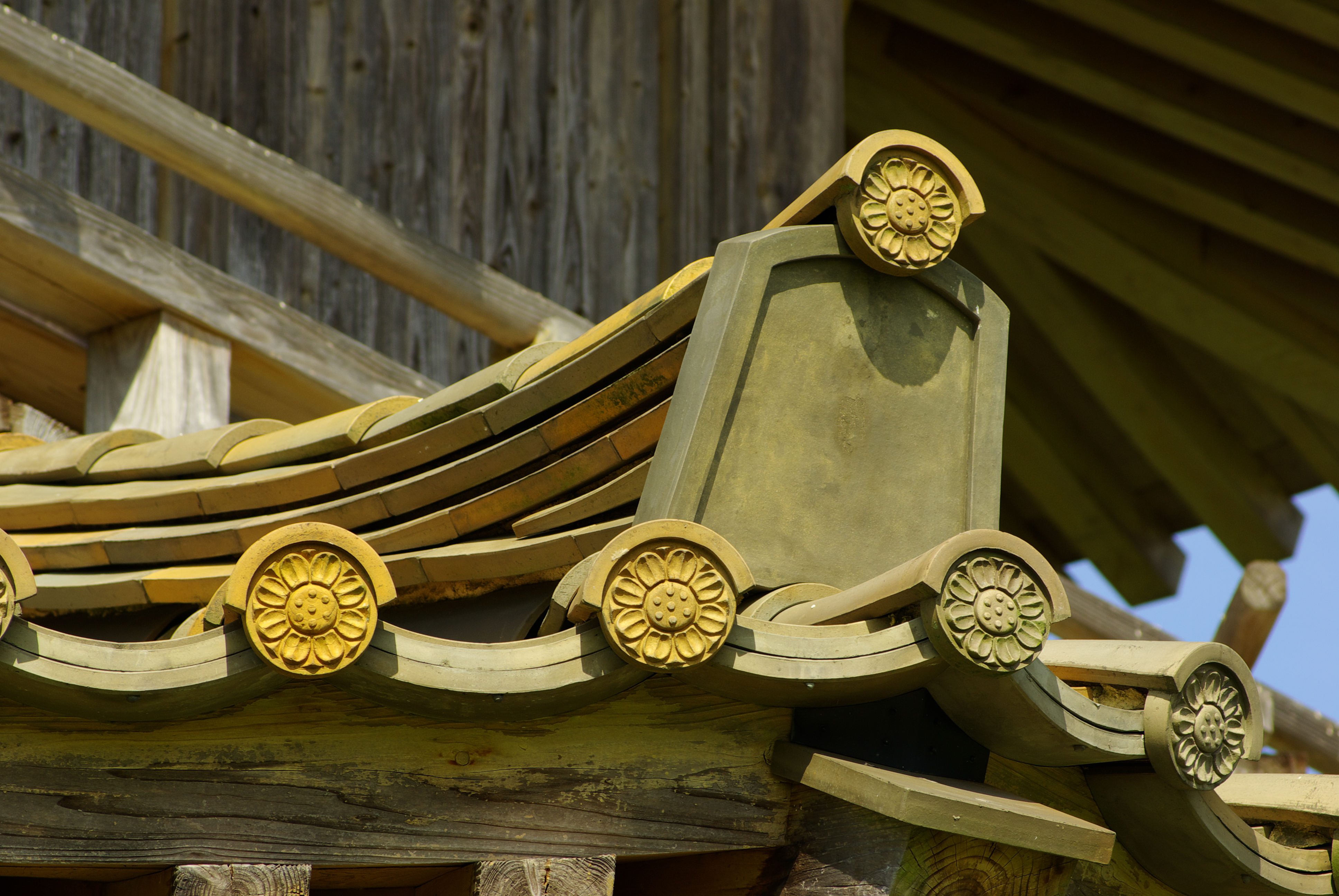
鼓楼の屋根瓦

## 交通アクセス
- 熊本桜町バスターミナルから熊本電鉄バス菊池温泉ゆきに乗車し終点「菊池温泉・市民広場前」下車、九州産交バス遊蛇口経由山鹿温泉ゆきにのりかえ「立徳」下車、徒歩21分（1.7 km）。
- 九州自動車道植木インターチェンジから16 km。